# فوكس سبورتس (قناة تلفزيونية إسرائيلية)
كانت قناة فوكس سبورتس إسرائيل قناة رياضية تلفزيونية إسرائيلية مملوكة لمجموعة مجموعة فوكس نتوركس تم إطلاقها في 11 أغسطس 2000 وقد بثت أحداثًا حية مثل الدوري الوطني لكرة القدم الأمريكية ودوري الهوكي الوطني ودوري كرة القاعدة الرئيسي وناسكار والغولف.

## حقوق البرمجة

### كرة القدم
- دوري الدرجة الأولى الأرجنتيني

### رياضة السيارات
- ناسكار

### الفنون العسكرية
- بطولة القتال النهائي

### البيسبول
- دوري كرة القاعدة الرئيسي

### كرة القدم الأمريكية
- الرابطة الوطنية لكرة القدم

### الهوكي
- دوري الهوكي الوطني

## روابط خارجية
- موقع فوكس سبورتس الرسمي